# Islote Pampero
Die Islote Pampero (spanisch) ist eine kleine Insel vor der Nordküste der westantarktischen Alexander-I.-Insel.
Argentinische Wissenschaftler benannten sie. Der weitere Benennungshintergrund ist nicht überliefert. Möglicher Namensgeber ist der Pampero, ein oft stürmischer Südwestwind aus den argentinischen Anden, nach dem in der Antarktis auch der Pampero-Pass benannt ist.